# Æblevikler
Æblevikleren (Cydia pomonella) er et insekt i ordnen sommerfugle. Den har et vingefang på 1,2 – 2 cm.
Mens den voksne sommerfugl ernærer sig af nektar, æder æbleviklerens larver fortrinsvis kerner fra æblets kernehus og andre kernefrugter. Larverne gnaver en gang fra skrællen og ind til kernehuset. Larvernes ophold indeni æblet beskytter dem mod at blive ædt af andre insekter. 
De angrebne æbler bliver fyldt med larvernes ekskrementer, dette og iltningen sætter gang i nedbrydningen, frugten går i forrådnelse fra den indvendige side og det kan være ærgerligt at sætte tænderne i et æble angrebet af "orm". 